# Ziziphus lloydii
Ziziphus lloydii är en brakvedsväxtart som först beskrevs av Paul Carpenter Standley, och fick sitt nu gällande namn av Marshall Conring Johnston. Ziziphus lloydii ingår i släktet Ziziphus och familjen brakvedsväxter. Inga underarter finns listade i Catalogue of Life.